# Autorretrato com harpa
Autorretrato com Harpa é uma pintura a óleo sobre tela produzida em 1791 como um autorretrato pela pintora francesa Rose-Adélaïde Ducreux.
A obra faz parte do acervo do Metropolitan Museum of Art de Nova York.

## Descrição e Análise
O Autorretrato com Harpa de Rose-Adélaïde Ducreux, datado por volta de 1791, constitui um exemplo notável do autorretrato feminino na transição do século XVIII para o XIX, período marcado pela crescente — ainda que limitada — inserção de mulheres artistas nos círculos oficiais de arte franceses e pela redefinição da imagem da mulher culta e sensível na cultura visual do Iluminismo tardio.
Esta composição é, à primeira vista, um retrato de requintada elegância, em que Ducreux se apresenta tocando uma harpa, envolta em vestes de musselina esvoaçantes, sentada em um interior sereno, iluminado com luz suave e envolvente, que confere à cena uma atmosfera de intimidade e contemplação. A escolha do instrumento — a harpa — é particularmente significativa: no imaginário setecentista, a harpa era frequentemente associada às virtudes femininas ideais da sensibilidade, do refinamento e da harmonia interior, qualidades que se relacionavam diretamente com a imagem da mulher letrada e “moralmente elevada”.
Entretanto, a obra vai além do simples retrato idealizado. Ducreux, formada no ateliê do renomado Joseph Ducreux, seu pai, inscreve-se aqui não apenas como intérprete musical, mas como criadora da própria cena visual — posicionando-se duplamente como sujeito ativo: a mulher que toca e a mulher que pinta. Assim, o autorretrato desafia de maneira discreta, mas clara, as convenções de gênero que delimitavam o espaço da mulher à domesticidade ou ao papel decorativo, oferecendo ao espectador um exemplo de virtuosismo técnico e de autoconsciência estética.

Detalhes da Obra
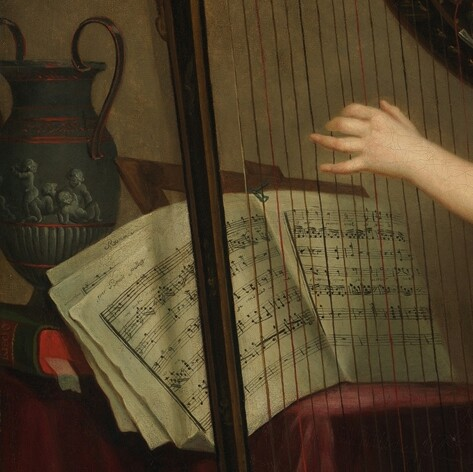
Detalhe mostrando um vaso e a partitura de Benoit Pollet
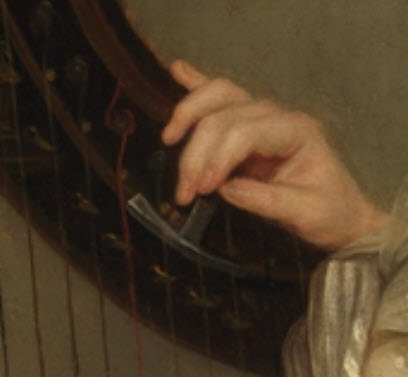

A harpa, que tradicionalmente funciona como símbolo da harmonia da alma e da educação burguesa, é também aqui um atributo que aproxima Ducreux da retórica dos salões literários, espaços sociais onde a música, a arte e a conversação ilustrada eram ferramentas de sociabilidade e de afirmação cultural feminina. Dessa maneira, Ducreux constrói uma imagem de si mesma que não se limita ao ornamento, mas que articula inteligência, talento e sensibilidade — qualidades que, segundo o ideário do século das Luzes, legitimavam a participação feminina no mundo das artes.
Além do virtuosismo pictórico — notável pelo tratamento refinado dos tecidos, da textura da madeira da harpa e do modelado da pele —, o autorretrato também pode ser lido como um comentário sobre o estatuto social da artista mulher. Ao invés de se representar no espaço do ateliê, como era frequente em autorretratos masculinos ou nas ousadas imagens de suas contemporâneas Adélaïde Labille-Guiard e Élisabeth Vigée Le Brun, Ducreux insere-se em um interior doméstico, mas carregado de signos culturais, apontando para a aceitação social de sua profissão através da performance da feminilidade virtuosa.
Ademais, a datação aproximada da obra — c. 1791 — confere-lhe uma dimensão histórica particularmente interessante. O retrato foi pintado em um momento de transição política e cultural: a Revolução Francesa já estava em curso, e a noção de cidadania, antes restrita a uma elite masculina, começava a ser tensionada por debates em torno da educação, da igualdade e da posição das mulheres na nova ordem social, tal como advogava Olympe de Gouges em sua Déclaration des droits de la femme et de la citoyenne (1791).
Nesse contexto, o autorretrato de Ducreux funciona também como um gesto de autoconsciência social e política. Ao representar-se como artista e musicista, ela sugere uma identidade feminina emancipada, ancorada na educação e no talento próprio, mais do que na origem aristocrática ou nos papéis tradicionais.
Autorretrato com Harpa não é apenas um exercício de habilidade pictórica, mas um documento visual que enuncia, de maneira sutil, as aspirações intelectuais e sociais das mulheres no final do século XVIII. Rose-Adélaïde Ducreux, ao posicionar-se no centro da composição, com o olhar calmo mas assertivo dirigido ao espectador, inscreve sua figura em um espaço de afirmação e resistência, articulando com elegância o direito à criação e à expressão artística.